# Diebrenjaure
Diebrenjaure eller Diebrenjaevrie är en sjö i Vilhelmina kommun i Lappland och ingår i Ångermanälvens huvudavrinningsområde. Sjön har en area på 0,123 kvadratkilometer och ligger 586 meter över havet. Diebrenjaure ligger i Vardo- Laster- och Fjällfjällen Natura 2000-område.

## Delavrinningsområde
Diebrenjaure avrinner med en knappt 100 meter lång utloppsbäck till Vojmån. Sjön ingår i det delavrinningsområde (724673-144602) som SMHI kallar för Utloppet av Diebrenjaure. Medelhöjden är 745 meter över havet och ytan är 4,35 kvadratkilometer. Det finns inga avrinningsområden uppströms utan avrinningsområdet är högsta punkten. Vattendraget som avvattnar avrinningsområdet har biflödesordning 3, vilket innebär att vattnet flödar genom totalt 3 vattendrag innan det når havet efter 468 kilometer. Avrinningsområdet består mestadels av skog (63 procent) och kalfjäll (28 procent). Avrinningsområdet har 0,13 kvadratkilometer vattenytor vilket ger det en sjöprocent på 2,9 procent.